# Richard Wallace
Richard Wallace (Sacramento, 26 de agosto de 1894-Los Ángeles, 3 de noviembre de 1951) fue un director de cine y guionista estadounidense.

## Biografía
Richard Wallace trabajó como realizador a partir de 1925 para los estudios Mack Sennett (colaborando sobre todo con Stan Laurel y Oliver Hardy) y en lo sucesivo, para la Paramount, Columbia o la RKO, entre otras. Dos de sus películas más conocidas son Sinbad el marino (con Douglas Fairbanks Jr. y Maureen O'Hara) y Taïkoun (con John Wayne y Laraine Day).
Tiene una estrella en el Paseo de la fama de Hollywood Boulevard.

## Filmografía completa

### Como realizador
- 1925 : Starvation Blues
- 1925 : Beware of your Relatives
- 1925 : Jiminy Crickets
- 1925 : One Wild Night
- 1925 : Ice Cold
- 1926 : Raggedy Rosa
- 1926 : Syncopating Sue
- 1926 : The Merry Widower
- 1926 : Along Came Auntie (coréalisé por Fred Guiol) (cortometraje)
- 1926 : Never too Old
- 1926 : Madame Mystery (co-realizado por Stan Laurel) (cortometraje)
- 1926 : So this is París?
- 1926 : Dizzy Daddies
- 1926 : Tight Cargo
- 1926 : What's the World coming to?
- 1926 : The Honeymoon Hotel
- 1927 : A Texas Steer
- 1927 : The American Beauty
- 1927 : The Poor Nut
- 1927 : McFadden's Flats
- 1928 : El ángel pecador (The Shopworn Angel)
- 1928 : The Butter and Egg Man
- 1928 : Lady Be Good
- 1928 : Heart Disturbio
- 1929 : River of Romance
- 1929 : La canción de París (Innocents of París)
- 1930 : The Right to Love
- 1930 : Anybody's War
- 1930 : Seven Days Leave

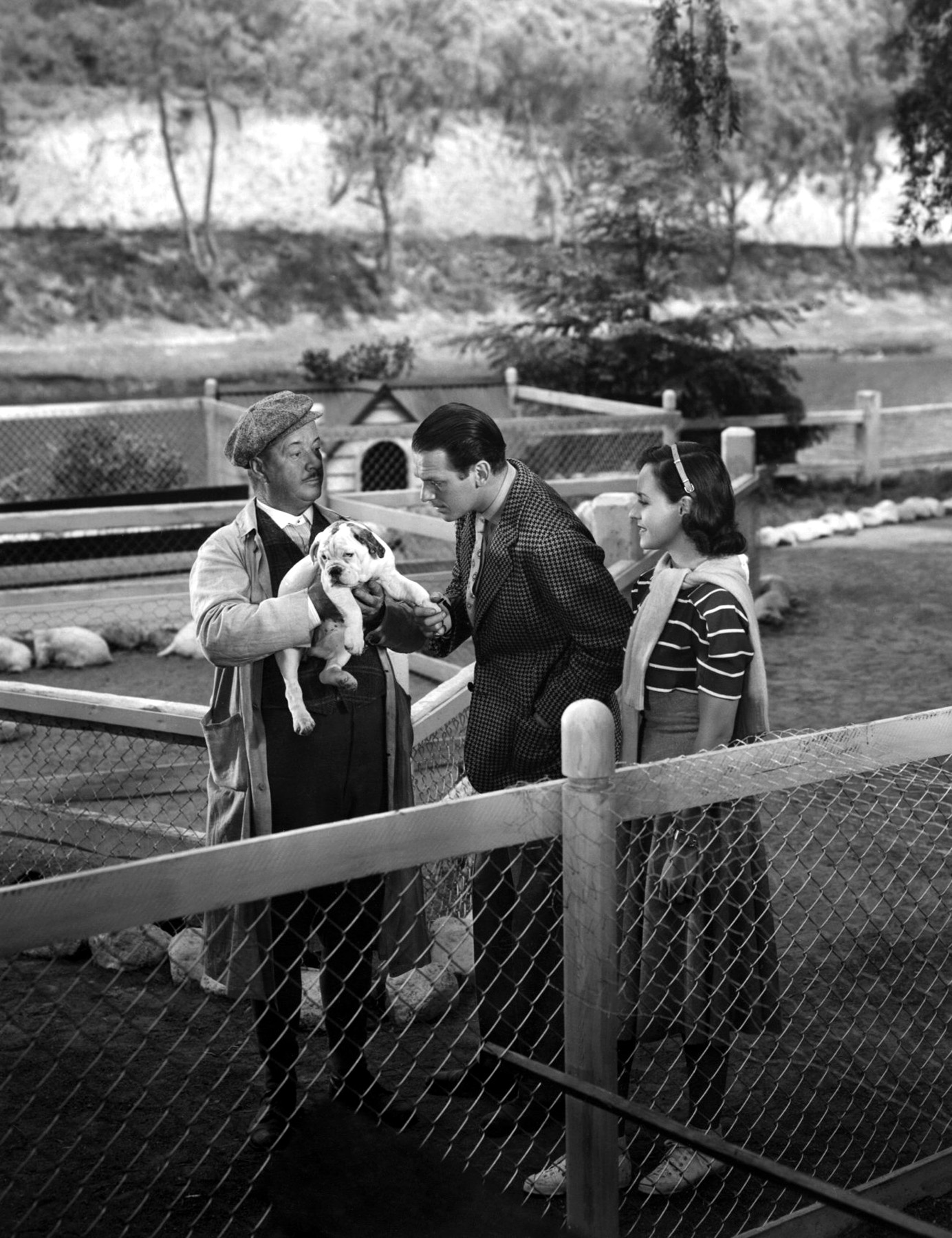
Billy Bevan, Douglas Fairbanks Jr. y Paulette Goddard, en La Familia sin-preocupación (1938)

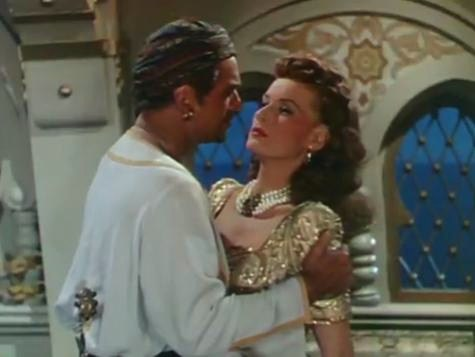
Douglas Fairbanks Jr. y Maureen O'Hara, en Sinbad el marinero (1947)

- 1931 : El Camino del divorcio (The Road to Reno)
- 1931 : Kick In
- 1931 : Man of the World
- 1932 : Thunder Below
- 1932 : Tomorrow and Tomorrow
- 1933 : The Masquerader
- 1934 : The Little Minister
- 1934 : Eight Girls in a Boat
- 1936 : Wedding Present
- 1937 : Blossoms on Broadway
- 1937 : John Meade's Woman
- 1938 : Los alegres vividores (The Young in Heart)
- 1939 : Niña revoltosa (The Under-Pup)
- 1940 : El capitán Cautela (Captain Caution) (+ productor)
- 1941 : She Knew All the Answers
- 1941 : Gente alegre (A Girl, a Guy and a Gob)
- 1942 : The Wife takes a Flyer
- 1942 :
- 1943 : My Kingdom for a Cook
- 1943 : The Fallen Sparrow
- 1943 : Bombardier
- 1943 : ¡Qué noche aquella! (A Night to Remember)
- 1944 :
- 1945 : Kiss and Tell
- 1945 : It's in the Bag)
- 1946 : Because of Him
- 1947 : Taïkoun (Tycoon)
- 1947 : Paula (Framed)
- 1947 : Sinbad el marino (Sinbad the Sailor)
- 1948 : Let's live a Little
- 1949 : A Kiss for Corliss
- 1949 : Adventure in Baltimore

### Como guionista
- 1925 : Nobody wins de Scott Darling (corto métrage)
- 1925 : Dog Galletas de Scott Darling (corto métrage) (+ historia)
- 1925 : Heart Disturbio de Scott Darling (corto métrage)
- 1925 : Discord in 'HA' Flat de Scott Darling (corto métrage) (historia)
- 1925 : Starvation Blues (corto métrage, realizado por le) (historia)